# Дадда, Моктар ульд
Моктар ульд Дадда (араб. مختار ولد داده‎ — Мухтар ульд Дада; 25 декабря 1924, Бутилимит — 14 октября 2003, Париж) — мавританский государственный деятель, первый президент и премьер-министр Мавритании. Находился у власти с получения Мавританией независимости в 1960 году по 1978 год, когда он был свергнут в результате военного переворота.

## Биография до независимости Мавритании
Моктар ульд Дадда родился 25 декабря 1924 года в семье марабута (мусульманского учёного) в Бутилимите на юго-западе современной Мавритании, которая тогда входила в состав Французской Западной Африки. В 1942—1948 годах работал переводчиком в колониальной администрации. Изучал право в Сорбонне, стал первым мавританцем, получившим диплом об окончании университета, затем работал адвокатом в Дакаре. В конце 1950-х годов вернулся в Мавританию, вступил в левоцентристскую партию Прогрессивный мавританский союз и был избран президентом её исполнительного совета. В 1959 году основал новую партию, Партия Мавританской перегруппировки. На последних выборах до провозглашения независимости Мавритании в 1959 году его партия получила все места в Национальном собрании, а он был назначен премьер-министром.
Дадда оказался в состоянии обеспечить согласие между различными политическими партиями, а также тремя основными этническими группировками Мавритании. Сбалансированное присутствие в правительстве представителей различных партий и этнических групп вызвало доверие французских властей, и в 1960 году Мавритания под лидерством Дадды получила независимость. Моктар ульд Дадда сначала стал исполняющим обязанности президента, а после выборов, прошедших в августе 1961 года, был избран президентом.

## Президент Мавритании
Политика Дадды как президента страны существенно отличалась от его же собственной политики до получения Мавританией независимости. В сентябре 1961 года он образовал «правительство национального единства» вместе с основной оппозиционной партией, а в декабре в результате манёвров добился того, что четыре крупнейшие партии Мавритании слились в Народную партию Мавритании, которая стала единственной законной политической партией в стране. Дадда стал генеральным секретарём партии. Новая конституция Мавритании, принятая в 1964 году, закрепила однопартийную систему и авторитарный президентский режим. Моктар ульд Дадда объяснял необходимость принятия такой конституции тем, что Мавритания якобы не готова к многопартийной системе западного образца. Дадда был трижды переизбран на безальтернативных выборах в 1966, 1971 и 1976 годах.
В 1971 году Дадда был президентом Организации Африканского Единства (ОАЕ). Тем не менее, в Мавритании его политика терпела неудачу. Экономика находилась в стагнации и сильно зависела от французской финансовой помощи. Засуха в Сахеле в 1969—1974 годах и падение цен на сталь, один из основных экспортных продуктов, привели к существенному падению уровня жизни. В 1975 году Дадда представил декларацию, призывавшую к установлении в Мавритании исламской, националистической, централистской и социалистической демократии. Декларация стала довольно популярной, оппозиция приветствовала её.

## Война в Западной Сахаре
Конец режима Дадды существенно приблизило участие Мавритании в войне в Западной Сахаре, которое было крайне непопулярно среди населения. Население Северной Мавритании этнически близко к сахрави, коренному населению Западной Сахары, и многие племена существуют по обе стороны границы. Многие из них симпатизировали идеям фронта Полисарио и поддерживали независимость Западной Сахары. Несколько тысяч граждан Мавритании присоединились к силам фронта Полисарио против Марокко. С другой стороны, Моктар ульд Дадда заявлял претензии на часть Западной Сахары с момента получения Мавританией независимости, и после Мадридских соглашений 1975 года ввёл войска в южную часть Западной Сахары. Эти войска в основном состояли из чёрного населения Южной Мавритании, которое рассматривало войну как внутриарабский конфликт и не поддерживало его. Дадда также боялся дальнейшего усиления влияния Марокко в регионе, так как идея Великого Марокко, которое должно было включать также и Мавританию, была официально оставлена только в 1980-е годы.
Сразу после Мадридских соглашений, Мавритания аннексировала южную часть Западной Сахары, переименовав её в Тирис-эль-Гарбия. Однако небольшая и плохо обученная мавританская армия не смогла противостоять партизанским действиям фронта Полисарио, несмотря даже на поддержку французской авиации. Фронт Полисарио даже предпринял ряд операций на территории Мавритании, атаковав железные рудники в Зуэрате, что вызвало спад экономики и падение поддержки режима Дадды, а в 1976 году напав на столицу Мавритании Нуакшот. После этого Моктар ульд Дадда был вынужден поставить военного во главе министерства обороны.

## Отстранение от власти и эмиграция
10 июля 1978 года подполковник Мустафа ульд Мухаммед Салех организовал государственный переворот, свергший Моктара ульд Дадду. Страной стала править военная хунта, называвшаяся Верховный Комитет Национального Возрождения. В 1977 году Мавритания вышла из войны и отказалась от территориальных притязаний на Западную Сахару.
Моктар ульд Дадда провёл около года в тюрьме, а в августе 1979 года получил разрешение выехать во Францию, где в 1980 году организовал оппозиционную группировку, Союз за демократическую Мавританию. Все его попытки организовать государственный переворот в Мавритании и вернуться к власти были безуспешными. 17 июля 2001 года Дадда получил разрешение вернуться в Мавританию, но вскоре после этого, 14 октября 2003 года, умер в Париже после продолжительной болезни. Похоронен в Мавритании.